# 韦尔热阿勒
韦尔热阿勒（法語：Vergéal，法語發音：[vɛʁʒeal]）是法国伊勒-维莱讷省的一个市镇，属于富热尔-维特雷区。

## 地理
韦尔热阿勒（48°2'9"N, 1°15'57"W）面积11.21 平方千米，位于法国布列塔尼大區伊勒-维莱讷省，该省份为法国西北部沿海省份，位于布列塔尼半岛东部，北濒大西洋，西接阿摩尔滨海省和莫尔比昂省，南至大西洋卢瓦尔省，西南端接曼恩-卢瓦尔省，东临马耶讷省，东北与芒什省接壤。
与韦尔热阿勒接壤的市镇（或旧市镇、城区）包括：托尔塞、拜镇、多马兰、埃特雷勒。

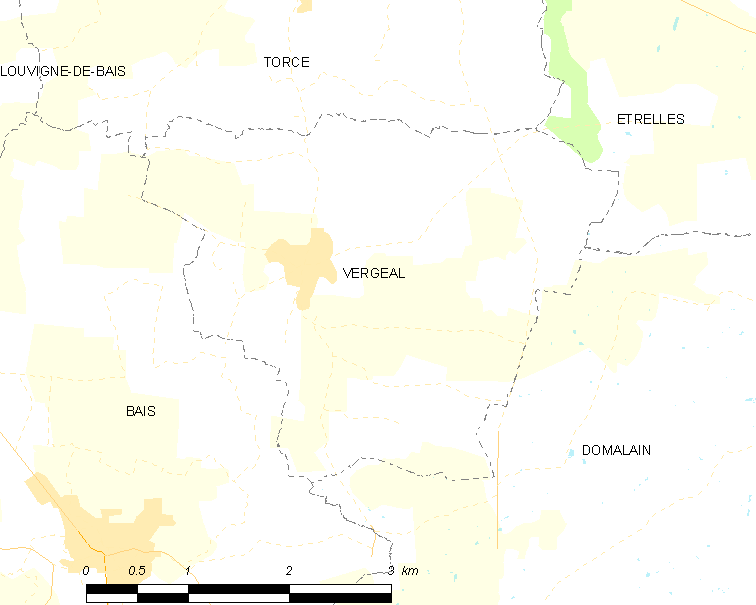
韦尔热阿勒的OSM定位图

韦尔热阿勒的时区为UTC+01:00、UTC+02:00（夏令时）。

## 行政
韦尔热阿勒的邮政编码为35680，INSEE市镇编码为35350。

## 政治
韦尔热阿勒所属的省级选区为布列塔尼地区拉盖尔什县。

## 人口

1962-2008年间韦尔热阿勒人口变化图示

韦尔热阿勒于2022年1月1日时的人口数量为804人。